# Dvorac Bisag
Dvorac Bisag smješten je u mjestu Bisag, sjeverno od grada Svetog Ivana Zeline, na istočnom rubu Hrvatskog zagorja. Danas je ruševina.
Zna se da je na njegovu mjestu postojala utvrda u srednjem vijeku. Najstariji vlasnici bila je obitelj Bisaški (Bikszadi), a nakon njih dvorac je prešao u ruke obitelji Kaštelanović. Ostaci današnje građevine vjerojatno potječu iz 16. ili 17. stoljeća kada se u dvorcu odvijao buran život. 
Dvorac je imao oblik četverokuta s četiri kružne kule na uglovima, te jednom pravokutnom kulom koja se uzdizala sredinom ulaznog pročelja. Oko njega bio je jarak s vodom. 
Kaštel Bisag-grad sagradili su Bisaški najvjerojatnije sredinom 14. stoljeća. Više puta je redizajniran i dograđivan na istim temeljima. Tokom svojeg dugog trajanja, zbog ženidbenih veza, smjenjivala su se prezimena gospodara. Bili su to plemići raznih loza, a najdulje su ga držali Patačići. Sadašnja ruševina je ostatak baroknog stanja uobličenog u 18. stoljeću prije nego što su ga kupili grofovi Draškovići. Bisag-gradom je prvi zagospodario grof Karlo Drašković (1807. – 1858.), a u sljedećoj generaciji ga nasljeđuje sin – grof Josip Drašković. U vremenu gospodarenja Bisag-gradom, rod Draškovića ima izrazito disponiranog predstavnika u Ilirskom pokretu i Hrvatskom narodnom preporodu – grofa Janka Draškovića (1770. – 1856.). Naročiti zanos preporodom i vojnom bana Josipa Jelačića pokazao je i grof Juraj Drašković (1804. – 1889.). Uz slavne grofove loze Draškovića, banove, biskupe i uglednike javnog života, iz pozicije Bisag-grada kulturu su promicale i dvije žene – Julijana pl. Erdody-Drašković (1847. – 1901.), obrazovana slikarica, i Elizabeta pl. Drašković, kronologinja prijelaza iz 19. u 20. st. kao fotografkinja ladanjskog života. 
Nakon 1918. godine, dvorac je djelomično porušen, a tijekom Drugog svjetskog rata stradao je u požaru. Još su prije nekoliko desetljeća bile sačuvane zidne slike u ruševinama kapele dvorca.